# Timo Gaarz
Timo Gaarz (geboren 7. November 1977 in Oldenburg in Holstein) ist ein deutscher Politiker (CDU) und Landrat des Kreises Ostholstein (Schleswig-Holstein).

## Leben
Gaarz ist Diplom-Finanzwirt (FH) und Finanzbeamter. Er ist Mitglied der CDU und stellvertretender Kreisvorsitzender der CDU Ostholstein. Im Kreistag war er bis zur Neuwahl im Mai 2023 Vorsitzender der CDU-Fraktion und Vorsitzender des Hauptausschusses, seit 2013 war er stellvertretender Landrat.
Bei der Landratswahl im Februar 2023 trat er gegen drei Mitbewerber an, darunter Torsten Wendt, ehemaliger Landrat des Kreises Steinburg. Gaarz, der neben der CDU von den Kreistagsabgeordneten der FDP, Freien Fraktion und Freien Wählern unterstützt wurde, erhielt bei der Wahl am 14. Februar 2023 im ersten Wahlgang 37 Stimmen der 61 Kreistagsmitglieder.
Gaarz folgte am 3. Juli 2023 auf Reinhard Sager (CDU), der nach 22 Jahren als Landrat nicht wieder kandidiert hatte. Am 2. Mai 2023 wurde er zum Wahlbeamten für zunächst sechs Jahre ernannt und als Landrat vereidigt.
Gaarz ist verheiratet, hat ein Kind und lebt in Heiligenhafen.